# Chamaecrista absus
Espèce
Statut de conservation UICN

 LC  : Préoccupation mineure
Chamaecrista absus est une espèce de plantes à fleurs de la famille des Fabaceae. 

## Liste des variétés
Selon Catalogue of Life (2 juillet 2013) et Tropicos (2 juillet 2013) :
- variété Chamaecrista absus var. absus (L.)H.S.Irwin & Barneby
- variété Chamaecrista absus var. meonandra (H.S.Irwin & Barneby)H.S.Irwin & Barneby